# Mirosławiec (gromada)
Mirosławiec (do 30 XII 1959 Hanki) – dawna gromada, czyli najmniejsza jednostka podziału terytorialnego Polskiej Rzeczypospolitej Ludowej w latach 1954–1972.
Gromady, z gromadzkimi radami narodowymi (GRN) jako organami władzy najniższego stopnia na wsi, funkcjonowały od reformy reorganizującej administrację wiejską przeprowadzonej jesienią 1954 do momentu ich zniesienia z dniem 1 stycznia 1973, tym samym wypierając organizację gminną w latach 1954–1972.
Gromadę Mirosławiec z siedzibą GRN w mieście Mirosławcu (nie wchodzącym w jej skład) utworzono 31 grudnia 1959 w powiecie wałeckim w woj. koszalińskim w związku z przeniesieniem siedziby GRN gromady Hanki z Hanek do Mirosławca i zmianą nazwy jednostki na gromada Mirosławiec.
W 1965 roku gromadą zarządzało 15 członków gromadzkiej rady narodowej.
31 grudnia 1971 do gromady Mirosławiec włączono obszar zniesionej gromady Jabłonowo (bez wsi Lubno i Omulno) w tymże powiecie.
1 stycznia 1972 do gromady Mirosławiec włączono grunty o powierzchni 3121 ha z miasta Mirosławiec w tymże powiecie.
Gromada przetrwała do końca 1972 roku, czyli do kolejnej reformy gminnej. 1 stycznia 1973 w powiecie wałeckim utworzono gminę Mirosławiec.